# Janice Rand
Janice Rand és un personatge de ficció de la sèrie de televisió de ciència-ficció estatunidenca Star Trek: La sèrie original durant la seva primera temporada, així com en tres de les pel·lícules de Star Trek. És la suboficial de primera classe del capità a bord de l'USS Enterprise (NCC-1701), i va aparèixer per primera vegada a l'episodi "El parany home". Va tenir papers importants als episodis "L'enemic interior", on lluita contra una versió malvada del capità James T. Kirk; "Charlie X", on un jove amb poders divins s'enamora d'ella; i "Miri" on s'infecta amb una malaltia mortal mentre està en una missió i és segrestada per nens gelosos.
Rand va ser interpretada per l'actriu estatunidenca Grace Lee Whitney, que anteriorment havia treballat amb el creador de Star Trek Gene Roddenberry en un pilot per a una sèrie que va crear anomenada Police Story.
Whitney com a Rand va participar en la promoció de Star Trek abans que s'emetés, però no va aparèixer als dos primers pilots. Roddenberry va exposar el paper de Rand a Whitney, dient que ella i Kirk estaven destinats a tenir sentiments l'un per l'altre, però que mai havien d'actuar en conseqüència. A mitjans primera temporada, a Whitney li van rescindit el seu contracte. L'explicació oficial va ser que l'equip de producció volia alliberar Kirk per tenir relacions amb altres dones, però va ser necessari a causa del seu abús de substàncies. No és clar qui va suggerir que es rescindís el seu contracte o qui va prendre la decisió final. Més tard, Roddenberry va culpar la NBC del seu acomiadament i va dir que se'n penedia.
Després que Whitney fos reintroduïda a Star Trek a través de les convencions, va tornar a contactar amb Roddenberry, que volia incloure-la a la nova sèrie en desenvolupament en aquell moment, Star Trek: Phase II. Aquesta va ser cancel·lada posteriorment, però Rand va reaparèixer a Star Trek: La pel·lícula. Whitney va fer més aparicions com a Rand a Star Trek 4: Missió salvar la Terra i Star Trek VI: The Undiscovered Country, així com a algunes escenes a l'episodi de Star Trek: Voyager "Salt enrere" ambientada durant els esdeveniments de la darrera pel·lícula. Whitney va fer més aparicions com a Rand a les sèries de fans Star Trek: New Voyages i Star Trek: Of Gods and Men, i Rand també va ser interpretada per Meghan King Johnson a New Voyages.
Abans de l'inici de La sèrie original, Whitney va promocionar la sèrie i va ser popular entre els mitjans de comunicació. Els crítics van qualificar més tard el personatge d'estereotip en les seves aparicions inicials, però l'expansió del paper a "Salt enrere" va ser elogiada.

## Concepte i desenvolupament
La proposta original de Gene Roddenberry per a Star Trek presentava una dona suboficial del capità anomenada "Colt". Va ser descrita com a "rossa i amb una forma que ni tan sols un uniforme podia amagar". En aquesta primera versió de Star Trek, va treballar com a "secretària, reportera, comptable del capità Robert April, i sens dubte desitjaria poder servir-lo en departaments més personals". La descripció que en feia Roddenberry acabava amb "No és tonta; és molt femenina, inquietantment". Aquest personatge va ser escollit per al primer pilot de la sèrie, "La gàbia", amb Laurel Goodwin en aquest paper. Es va crear un personatge similar per al segon pilot, "On no ha anat mai cap home", aquesta vegada anomenada "Smith", i va ser interpretada per la model Andrea Dromm.
Tanmateix, durant les converses amb el director de càsting de Star Trek, Roddenberry va defensar en el procés de càsting tres dones amb qui havia treballat abans: Majel Barrett, Nichelle Nichols i Grace Lee Whitney. Whitney havia aparegut anteriorment al pilot no venut de Roddenberry "Police Story", on interpretava la tinent de policia Lily Monroe. Estava disponible per aparèixer a la sèrie i va ser escollida ràpidament per al paper, amb un pagament de 750 dòlars per episodi i la garantia d'aparèixer en set dels primers tretze episodis. El càsting va portar a rumors que ella i Roddenberry havien tingut una relació romàntica anteriorment, cosa que ella va negar rotundament més tard dient que "Mai vaig tenir una relació romàntica amb Gene Roddenberry abans de "Star Trek", durant "Star Trek" o després de "Star Trek". Va admetre que ell li havia fet nombroses insinuacions, però volia que la seva relació fos només professional.

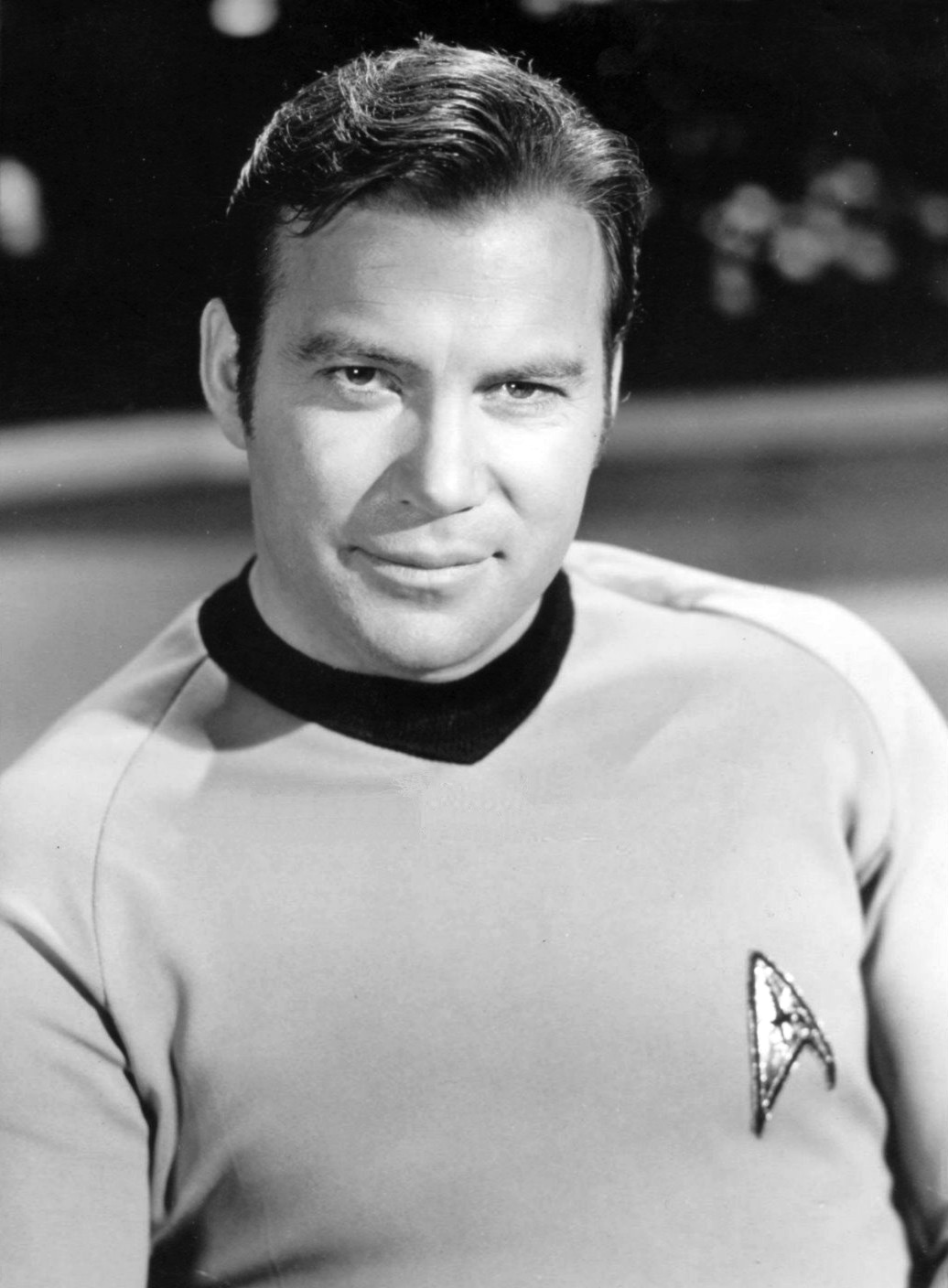
Roddenberry volia que Kirk i Rand tinguessin un rerefons d'afecte però que mai no actuessin en conseqüència.

Roddenberry va explicar a Whitney que volia que Rand fos el confident del capità Kirk, però que mai no volia que expressessin el seu afecte mútu; en canvi, volia que es representés com un rerefons continu. A les primeres fotos publicitàries, Whitney anava vestida de la mateixa manera que les dones dels dos pilots: una túnica ampla de color daurat i pantalons negres. Es va queixar a Roddenberry que li amagaven les "cames de ballarina",, així que va fer que William Ware Theiss dissenyés una faldilla curta i una túnica perquè les portés, un uniforme que van adoptar els altres personatges femenins de la sèrie. Va dir que el conjunt era "sensacional" i que "aturava el trànsit". Tot i que el conjunt estava dissenyat específicament per a Whitney, Theiss estava preocupada i li deia que perdés pes. Posteriorment, el seu metge li va receptar amfetamines per perdre pes. Whitney va declarar que aquest va ser l'inici de la seva addicció, i per deixar-les a la nit, va començar a beure al vespre per eliminar el "nerviosisme".
També va desenvolupar els seus pentinats per a la sèrie, que Roddenberry va insistir que havien de ser únics i futuristes perquè els espectadors poguessin creure que estaven veient el futur a la televisió. Originalment va aparèixer amb els cabells llisos a les fotos promocionals, però això es va canviar a un beehive, que tenia un aspecte tan sòlid que Bob Justman va bromejar dient que "Podries colpejar-lo amb un martell i no fer mai cap abolladura". Es va crear teixint dues perruques Max Factor en un con de malla. Whitney va descriure l'aplicació de la perruca, dient que "me la clavaven al cap cada matí". Es va crear col·locant-se un con al cap i després teixint els cabells rossos de dues perruques separades, donant com a resultat un aspecte tan inusual que Whitney va dir que era irreconeixible sense ell. A la premsa, va explicar que a la sèrie, Rand hauria ficat el cap en una màquina que li hauria maquillat els cabells a l'instant. La perruca va ser robada més tard del magatzem de Desilu després que Whitney ja no fos a la sèrie; mai es va recuperar.
Quan va ser entrevistada pels mitjans de comunicació en aquell moment, Whitney va expressar entusiasme pel paper i per la ciència-ficció en general. Va descriure el paper de Rand a bord de l' "Enterprise" com "Ella està a càrrec de les altres dones a bord de la nau espacial. És la senyoreta Eficiència". També va afegir que el personatge no va anar a l'espai "per atrapar un home". En aquell moment, els mitjans de comunicació van descriure el càrrec de Rand a l' "Enterprise" com a "directora executiva femenina" i la seva imatge es va utilitzar per promocionar la sèrie abans que comencés a emetre's. A Whitney li van agradar diversos dels episodis en què va aparèixer, i li va costar triar entre "L'enemic interior", "Charlie X" i "Miri".
Ella era particularment afectuosa amb aquest últim perquè li permetia aparèixer davant la càmera amb els seus dos fills, i va dir que era el seu preferit. Alguns elements de la caracterització de Rand van ser desenvolupats per Whitney i Shatner; Whitney anava al costat de Shatner quan els seus personatges es posaven en perill; en resposta, Shatner l'abraçava,  com a "L'equilibri del terror". El personatge va ser esborrat de l'episodi "La daga de la ment", que Whitney va atribuir a la relació romàntica que Kirk té amb la protagonista femenina en aquest episodi, que era tan evident que hauria causat problemes per a trames posteriors. Això va ser degut al fet que el guió feia que Kirk i la protagonista dormissin junts. Tot i que a Whitney li va costar veure-ho, ja que el seu personatge havia estat eliminat de l'episodi, va entendre per què. Part de la seva vestimenta estava dictada per l'intent d'augmentar les tasques del contramestre del capità a la pantalla. Per tal de proporcionar suport mentre formava part d'un equip enviat a un planeta, Roddenberry va suggerir que pogués portar un dispositiu amb una corretja per sobre l'espatlla que pogués utilitzar com a càmera electrònica. També va suggerir immediatament que es podria ampliar per tal de vendre'l com a joguina per a nenes. Això va ser part del procés de desenvolupament que va conduir a la creació del tricorder.

### Acomiadament
Grace Lee Whitney va ser alliberada durant el rodatge de la primera temporada. La raó oficial donada per a la sortida de Whitney de la sèrie va ser que el seu personatge limitava les possibilitats romàntiques del capità Kirk. Aquesta idea va ser recolzada per Whitney, dient: "No volien donar als fans la idea que [Kirk] estava enamorat de Janice Rand. Això el limitaria. Volien que sortís a perdre el temps. Així que em van acomiadar."
Però la veritable raó era que la producció tenia problemes financers, amb l'adquisició de nous membres de l'equip i l'augment de la popularitat del Doctor Leonard McCoy que significava que aquests salaris havien de sortir del pressupost original. Al llibre de Justman i Herb Solow de 1996 "Inside Star Trek", van declarar que després d'una discussió entre Roddenberry, Solow i Bernie Weitzman en què van discutir el seu contracte, van decidir rescindir-lo a causa de les aparicions limitades de Whitney i els problemes financers que tenia la sèrie. La decisió es va atribuir a un altre lloc de la biografia autoritzada de Gene Roddenberry, "Star Trek Creator", escrita per David Alexander el 1995, que deia que durant el primer lot d'episodis, el director de càsting Joseph D'Agosta va revisar els contractes dels actors principals a causa de l'augment dels costos.
En aquell moment, Whitney tenia garantida l'aparició en set dels primers 13 episodis i estava contractada per quatre dies de treball en cadascun. Tanmateix, va ser utilitzada durant nou dies més, cosa que va portar a D'Agosta a suggerir a Roddenberry que si les estrelles convidades feien un paper similar però amb personatges diferents, "costarien menys i tindrien el mateix valor". Va afegir que, en canvi, haurien de buscar utilitzar Whitney de manera independent en lloc de sota un contracte permanent. El 8 de setembre de 1966, L'agent de Whitney havia estat informat que el seu contracte havia estat rescindit, que va ser aproximadament una setmana abans del rodatge del seu penúltim episodi, "La consciència del rei". Roddenberry va dir a Whitney que no volia perdre Rand, ja que volia que la seva relació amb Kirk continués. En un memoràndum a Gene L. Coon el 27 d'octubre de 1966, Roddenberry va suggerir que Whitney tornés a ser Rand, tot i que amb un pentinat diferent, similar a com el portava a "Police Story", ja que això "la feia semblar molt més jove i suau", però mai va ser convidada a tornar a la sèrie.
A causa de l'acomiadament de Whitney, els esborranys de l'episodi "El Galileu Set" van ser revisats per substituir Rand per un nou suboficial, Mears. L'escriptor Paul Schneider no va ser informat de la marxa de Whitney quan va presentar el seu primer esborrany de "El senyor de Gothos" a principis d'octubre de 1966, per la qual cosa posteriorment es va crear un altre personatge, contramestre Ross, per a aquell episodi. I els esquemes de Robert Hamner del setembre de 1966 per a "El conflicte final" també incloïen Rand; aquest paper va ser donat a un altre personatge nou, Tamura.
Al llibre de Solow i Justman, també hi havia una referència a una "ruptura" entre Whitney i Roddenberry que va ocórrer just abans de la seva marxa i que s'esperava que assegurés que mai tornés a la sèrie. A la seva autobiografia, Whitney afirma que un executiu de televisió anònim la va agredir sexualment el 26 d'agost de 1966, mentre treballava a l'episodi "Miri", i ella estableix un vincle entre això i el seu acomiadament uns dies més tard. La marxa de Whitney va ser més o menys quan era alcohòlica. En una entrevista el 1988, Whitney va culpar el seu alcoholisme i anorèxia d'aquell moment per haver estat acomiadada per la sèrie. Més tard, va explicar en una entrevista amb la revista Starlog per promocionar Star Trek 4: Missió salvar la Terra, que a causa de ser adoptada, tenia por del rebuig quan era més jove, que provenia del fet que la seva mare la va donar, i va vincular això amb Star Trek dient "quan em van acomiadar de Star Trek, va ser un dolor psíquic que em va empènyer a l'alcoholisme. No podia suportar el dolor, així que vaig beure per allunyar-me'n".

### Retorn

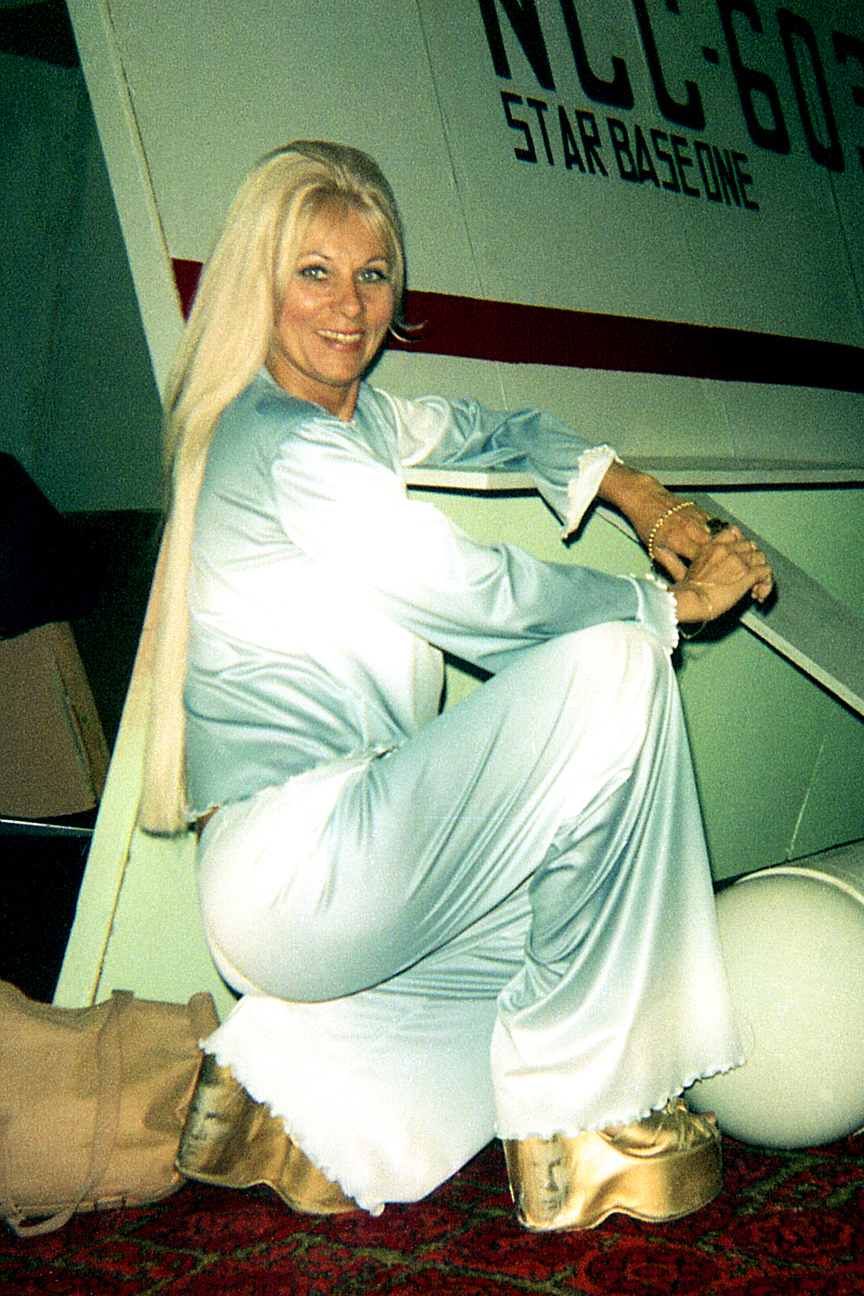
Whitney a una convenció de Star Trek a mitjans dels anys 70

Whitney va tornar al plató en diverses ocasions durant la producció de la sèrie, i també va ser convidada a tornar a festes del repartiment. Però amb el temps aquestes visites van disminuir gradualment, ja que li resultava dolorós estar al plató amb els seus amics, però sense poder aparèixer a la sèrie. Continuava prenent amfetamines i havia desenvolupat un problema amb la beguda. Malgrat això, i tot i que Whitney va ser acomiadada de la sèrie, Harlan Ellison va escriure el personatge al seu guió original per a "La ciutat a la frontera del futur". Roddenberry va reescriure el guió, cosa que va provocar una disputa entre els guionistes, però l'escriptor també estava molt decebut en general que Rand hagués estat treta de la sèrie. Després que Whitney deixés "Star Trek", va sortir amb Ellison durant un temps.
Whitney no va tenir més implicació amb «Star Trek» fins al 1976, quan va trobar DeForest Kelley en una oficina d'atur a Van Nuys, Los Angeles. Ell la va informar sobre una propera convenció de «Star Trek» organitzada per Bjo i John Trimble anomenada Equicon. Va rebre tanta acollida en aparèixer-hi que es va inspirar a pensar més en la sèrie i va voler aparèixer en més esdeveniments. El 1977, després de llegir la contraportada del llibre Letters to Star Trek de Susan Sackett i descobrir que «Què li va passar a Grace Lee Whitney?» era una de les deu preguntes més freqüents, Whitney es va posar en contacte amb Sackett i va ser convidada a reunir-se a l'oficina de Roddenberry a Paramount. Quan va entrar, estava content i emocionat de veure-la i immediatament es va oferir a portar de nou la Rand per a la nova sèrie de televisió Star Trek: Phase II. Roddenberry li va dir que treure la Rand havia estat l'error més gran que havia comès, dient que el personatge s'hauria d'haver quedat perquè "quan el capità Kirk tornés de tenir aventures amb totes aquestes altres dones en tots aquests altres planetes, hauria de tractar amb [la Rand]. Quin gran engruiximent de la trama hauria estat això!". En canvi, va culpar de la decisió els executius de la NBC, però es va disculpar amb Whitney.

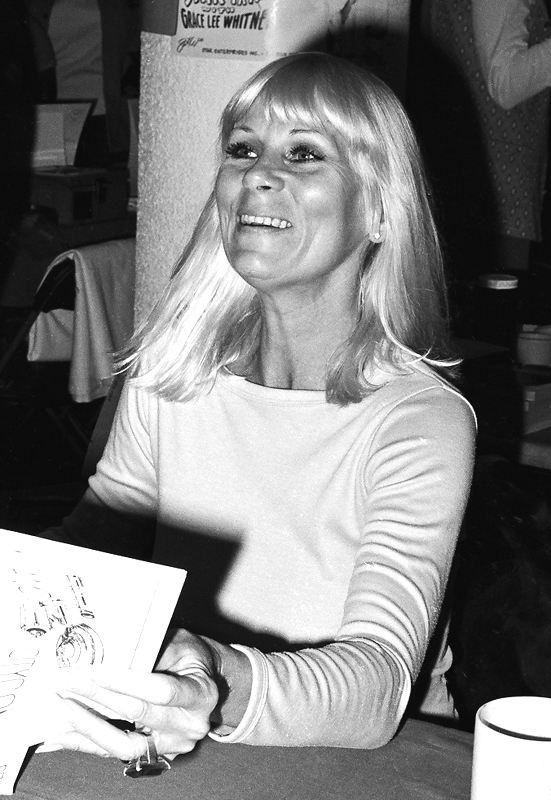
Whitney en una convenció vers 1980

Quan Phase II als mitjans de comunicació, el retorn de Whitney com a Rand va ser un dels aspectes destacats. Dues setmanes abans que la sèrie estigués a punt de rodar-se, els executius de Paramount la van cancel·lar. En comptes d'això, hi hauria una pel·lícula. Whitney va tornar per a Star Trek: La pel·lícula, amb Roddenberry tornant a interpretar Rand, que ara era la cap de transport a bord de lEnterprise. La pel·lícula va reunir tot el repartiment principal de Star Trek. No va aparèixer a Star Trek 2: La còlera del Khan, i no va ser al guió de Star Trek 3: A la recerca de Spock. Però per a aquesta última pel·lícula, Nimoy, que dirigia la pel·lícula, va fer un cameo a Whitney com un altre personatge que mirava per una finestra al moll espacial observant el retorn de l' "Enterprise" danyat al començament de la producció. Com que també dirigia "Missió salvar la Terra", volia donar-li a Whitney un paper més important. En aquell moment, ella esperava que Rand s'hagués traslladat a ser consellera, una idea suggerida originalment per un fan. Juntament amb Majel Barrett com a Christine Chapel, el duet va rebre inicialment quatre pàgines de diàleg, que es van reduir a una escena a la pel·lícula final. Després de la reaparició, Whitney es va mostrar entusiasmada per tornar com a Rand, dient "Crec que Janice Rand estarà per aquí durant molt de temps, sempre que no acabin amb els nostres personatges, tenim la possibilitat de tornar constantment".
Després d'una nova aparició com a Rand a Star Trek VI: The Undiscovered Country, Whitney va tornar per a una última aparició oficial a l'episodi de Star Trek: Voyager "Salt enrere". Va elogiar l'"experiència increïble" i va gaudir treballant amb Kate Mulgrew i Tim Russ. esprés de l'aparició a Voyager, Whitney va donar suport a una nova sèrie de Star Trek centrada en les aventures de l' Excelsior amb Rand apareixent una vegada més al costat de George Takei com a capità Hikaru Sulu.
Després del rellançament de Star Trek el 2009 amb un nou repartiment interpretant els papers que es van veure a La sèrie original, hi va haver comentaris en línia sobre la manca de personatges femenins i si Rand podria aparèixer en futures entregues. Mentre que la seqüela, Star Trek Into Darkness, va ser en producció, Rand va ser un dels cinc personatges que, segons el guionista Roberto Orci, es va declarar que no apareixerien a la pel·lícula. Però encara hi havia especulacions en el moment de l'emissió del primer tràiler sobre qui interpretava Alice Eve a la pel·lícula. Les opcions donades per Tor.com eren que fos Janice Rand o Carol Marcus. Daily Variety va informar que havia estat escollida com a persona nova a la franquícia, però en realitat va ser escollida com a Marcus.

## Aparicions
La primera aparició filmada de Rand és a l'episodi "El truc de la corbomita", on el capità James T. Kirk està molest perquè li han assignat una bonica suboficial i en parla amb el Dr. McCoy. Després que Kirk es divideixi en dos éssers a "L'enemic interior", la versió malvada del capità es dirigeix les estances de Rand i revela la seva atracció per ella. Ell la besa amb força, però ella contraataca i li esgarrapa la cara. El tripulant Fisher intervé i el defensa; el duet explica més tard que va ser Kirk qui la va atacar amb una versió bona sorpresa del capità, juntament amb Spock i el Doctor McCoy. A "El parany home", es fa amiga de la Sulu mentre rebutja els avenços del tripulant Green. Kirk admet els seus sentiments per Rand mentre està sota la influència d'una malaltia a "El temps despullat".
Quan Charlie Evans arriba a bord de l' "Enterprise" a l'episodi "Charlie X", s'enamora de Rand. Ella és més gran que l'adolescent i intenta dissuadir els seus afectes presentant-lo a la contramestre Tina Lawton. Però ell declara els seus sentiments per Rand. Preocupada, Rand demana consell al capità, que intervé i involucra Evans en una pràctica d'entrenament. Després de caure, revela els seus poders per fer desaparèixer la gent quan un dels altres companys d'entrenament se'n riu. Charlie pren el control de la nau i va les estances de Rand amb una rosa. Ella rebutja la seva aproximació; Spock i Kirk arriben, però Charlie els ataca i Rand bufeteja el noi. En resposta, la fa desaparèixer. Només després de l'aparició d'una nau thasiana, l' "Enterprise" i Rand tornen a la normalitat, ja que els extraterrestres s'enduen Charlie.
Rand s'uneix al grup de desembarcament a l'episodi "Miri" i s'infecta per la malaltia que va eliminar tots els adults del planeta. Troba consol en els braços de Kirk, cosa que fa que Miri l'envegi i la noia la segresti per cridar l'atenció del capità. Kirk convenç Miri perquè el porti amb Rand, però els altres nens l'ataquen. S'adonen que el que estan fent està malament i permeten que Kirk i Rand tornin amb la resta del grup de desembarcament, on McCoy ha sintetitzat una cura per a la malaltia. La penúltima aparició de Rand a La sèrie original va ser a "La consciència del rei", on no té cap línia però mira gelosa a una dona que li atrau Kirk. La seva última aparició a la sèrie de televisió original va ser a l'episodi "L'equilibri del terror".
Després va aparèixer a la pel·lícula de 1979 Star Trek: La pel·lícula com a operadora en cap del transportador i sotsoficial a bord de l'Enterprise. Durant els esdeveniments de Missió salvar la Terra, Rand estava destinada a San Francisco com a oficial de comunicacions, però es va reunir amb els altres exmembres de l'Enterprise quan van ser jutjats per consell de guerra al final de la pel·lícula. Posteriorment, va servir com a oficial de comunicacions a bord de l'USS "Excelsior" durant els esdeveniments de "The Undiscovered Country". L'última aparició del personatge a la pantalla va ser com a part dels records de Tuvok dels esdeveniments d'aquella última pel·lícula, com a part de l'episodi de la "Voyager" "Salt enrere". Després, Whitney va mantenir l'esperança que es crearia una nova sèrie basada en el capità Sulu, cosa que li permetria tornar al paper de Rand una vegada més.

### Aparicions no canòniques
Whitney va fer dues aparicions més en produccions de fans de Star Trek com a Rand. Aquestes van incloure l'episodi de Star Trek: New Voyages  "World Enough and Time", on Rand va ser una vegada més al pont de l' Excelsior al costat del Sulu de Takei. Tot i ser una producció de fans, l'episodi fou nominat al Premi Hugo a la millor presentació dramàtica. També va tornar com a Rand a la pel·lícula Star Trek: Of Gods and Men. Va ser dirigida per Tim Russ, amb qui havia treballat a Voyager, i va comptar amb la participació de diversos altres antics actors de Star Trek. Va ser produïda en associació amb New Voyages.
Rand també va ser interpretada per Meghan King Johnson a New Voyages. Inicialment, anava a treballar en una pel·lícula amb el productor Jack Marshall, però quan això va fracassar, ell va suggerir que treballés en la producció de Star Trek. Johnson va ser contractada inicialment per interpretar Christine Chapel, amb Andrea Ajemian interpretant Rand. Tanmateix, Ajemian va ser reescollida per interpretar Onabi al pilot "Come What May", Johnson va ser escollida per interpretar Rand i Shannon Giles va ser contractada per interpretar Chapel. Johnson va dir que els punts destacats del paper van incloure prendre el càrrec de conn al pilot, i més tard treballar al voltant del seu embaràs a l'episodi "In Harm's Way".
En els mitjans impresos, la novel·la no canònica de Vonda N. McIntyre Enterprise: The First Adventure va ampliar la història inicial de Rand dient que originalment era una refugiada, abans de ser venuda com a esclava i allistar-se a la Flota Estel·lar. Però per fer-ho, també va haver de mentir sobre la seva edat. Un cop a l' "Enterprise", els seus nous col·legues se'n burlen fins que la seva amistat amb Uhura qui l'ajuda a instal·lar-se i convertir-se en la contramestre que va aparèixer a la sèrie de televisió. Durant la producció de "La sèrie original", Janice Rand encara apareixia al primer esborrany del guió de l'episodi "El Galileu Set", però va ser substituïda per la contramestre Mears en versions posteriors. Quan la sèrie de còmics d'IDW Publishing basada en la pel·lícula del 2009 va revisitar els esdeveniments d'aquell episodi, això es va canviar per permetre que Rand hi aparegués.

## Recepció i comentaris

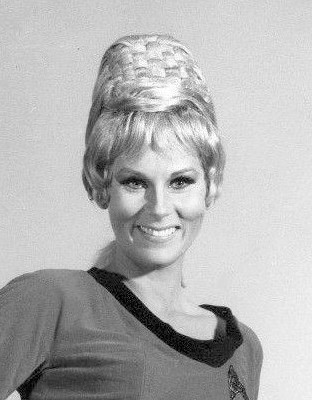
Pentinat beehive de Janice Rand

En els avançaments inicials de "Star Trek" quan informaven sobre Rand, els mitjans de comunicació van parlar de l'aspecte de Whitney. L' Independent Press-Telegram va arribar a publicar les seves mesures de bust/cintura/maluc. Altres diaris també van elogiar l'aspecte de Whitney, qualificant-la d'atractiva i amb formes. Whitney va dir que era popular entre els mitjans de comunicació en aquell moment perquè era "molt fluida i molt entusiasta", però va sentir que potser se la veia eclipsant altres membres del repartiment amb les seves aparicions. El seu pentinat va ser classificat en cinquè lloc en una llista de pentinats inoblidables de ciència-ficció a Tor.com. Es va suggerir que quan "penses en els pentinats dels anys 60 i de la ciència-ficció, la primera imatge probablement és la cabellera beehive de Rand".
El paper de Rand es descriu a Star Trek 101 de Terry J. Erdmann i Paula M. Block atenent Kirk i portant-li informes, àpats i cafè, a més d'haver-se enamorat d'ell. Jan Johnson-Smith, al seu llibre "American Science Fiction TV: Star Trek, Stargate and Beyond", va dir que Rand era un dels diversos "estereotips recognoscibles" de dones que van aparèixer a "Star Trek". Això va ser malgrat una agenda inicialment progressista cap a les dones en autoritat per l'aparició de Número U a "La gàbia", que va ser rebutjada per la NBC. Johnson-Smith va descriure la posició de Rand com un exemple típic d'un personatge femení que només pretenia ser un interès romàntic per a un protagonista masculí.
Zack Handlen, mentre escrivia per a The A.V. Club el 2009, va dir que Whitney era una "actriu competent", però que Rand "representa algunes de les ofenses més flagrants de Trek contra el feminisme". Va criticar el seu paper dins la sèrie, i específicament a "Charlie X" quan Charlie li dóna una clatellada al cul i cap dels personatges pot explicar per què no ho hauria de fer. Michelle Erica Green va elogiar el paper "substancial" que se li va donar a Rand a "Salt enrere" mentre escrivia per a TrekNation, i va afegir que era la primera vegada que se li donava un paper d'aquest tipus a aquest personatge a la franquícia. Tanmateix, va criticar que Rand s'hagués escrit a mig camí de l'episodi, ja que considerava que el personatge podria haver contribuït més a la trama.
El 2015, SyFy va classificar la contramestre Rand com un dels 21 personatges secundaris més interessants de Star Trek. El 2019, la CBS la va catalogar com un dels personatges infravalorats de l'univers Star Trek.

## Anotacions
1. ↑  Aquesta també va ser la data d'emissió del primer episodi de Star Trek, "El parany home".[25]